# トンガツカツクリ
トンガツカツクリ (トンガ塚造、Megapodius pritchardii) は、鳥綱キジ目ツカツクリ科ツカツクリ属に分類される鳥類。

## 分布
トンガ（ニウアフォオウ島）

## 形態
全長38センチメートル。翼長18.8センチメートル。後頭の羽毛は伸長する。頭部から胸部にかけて灰色、胸部は淡灰色、腰は赤褐色、腹部や尾羽基部の下面は黄みをおびた灰色。翼は赤褐色。
顔には羽毛がなく、赤い皮膚が裸出する。嘴の色彩は黄色。後肢の色彩は橙赤色。

## 生態
危険を感じると羽ばたきと滑空を繰り返して逃げる。
土壌生物、甲殻類、陸棲の貝類、果実などを食べる。後肢で落ち葉などを掻き分けて、採食を行う。
繁殖様式は卵生。周年繁殖（主に4-5月）し、火山灰に深さ1 - 2メートルの穴を掘る。1 - 12個の卵を産む。

## 人間との関係
生息地では卵が食用とされる事もある。
卵の採集、食用の狩猟、人為的に移入されたイヌ・ネコによる捕食やブタとの競合などにより生息数は減少した。2019年の時点で、2000年代以降は生息数は安定もしくは増加傾向にあると考えられている。これは後述するフォヌアレイ島に再導入された個体群が増加傾向にあるためで、ニウアフォオウ島では産卵巣の数などは依然減少傾向にある。ニウアフォオウ島での産卵数減少について、地熱の変化が影響しているという説もある。火山の噴火による生息数の減少も懸念されている。法的に保護の対象とされているが、実効性はない。卵や雛を、人がほとんど訪れることがないフォヌアレイ島やラテ島へ移入するなどの保護対策が進められている。このうちラテ島での定着には失敗したと考えられている。1976年における生息数は200 - 400羽と推定されている。2012年におけるフォヌアレイ島での生息数は600 - 1,000羽と推定されている。